# Ernest S. Brown

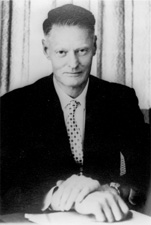
Ernest S. Brown

Ernest S. Brown (* 25. September 1903 in Alturas, Kalifornien; † 23. Juli 1965 in Reno, Nevada) war ein US-amerikanischer Politiker und im Jahr 1954 kurzzeitig republikanischer US-Senator für den Bundesstaat Nevada.

## Leben
Ernest Brown zog bereits im Alter von drei Jahren, 1906, mit seinen Eltern nach Reno, wo er auch aufwuchs. Nach seinem Abschluss an der University of Nevada im Jahr 1926 studierte Brown die Rechtswissenschaften und praktizierte danach in Reno. 1933 gehörte Brown der Nevada Assembly an, 1935 wurde er zum Bezirksstaatsanwalt des Washoe County ernannt. Im Dezember 1941, kurz nach dem Angriff auf Pearl Harbor, trat Brown der US Army bei und wurde im Lauf des Krieges vom Lieutenant zum Colonel befördert.
Nach seiner Abmusterung im Dezember 1945 setzte Brown seine Tätigkeit als Anwalt fort. Der Tod von US-Senator Pat McCarran im September 1954 war der Grund, weshalb Brown am 1. Oktober 1954 zu dessen Nachfolger ernannt wurde. Er vertrat Nevada jedoch nur zwei Monate im US-Senat; bei der Wiederwahl am 1. Dezember 1954 unterlag er dem demokratischen Herausforderer Alan Bible.
Ernest Brown starb elf Jahre später, im Alter von 61 Jahren.

## Sonstiges
Über Ernest S. Brown weiß man, dass er Mitglied der Freimaurer gewesen war.